# 프레더릭 펀스턴
프레더릭 "프레드" 펀스턴(Frederick N. "Fred" Funston, 1865년 9월 11일 – 1917년 2월 19일)은 미국의 장군이다. 그는 미국-스페인 전쟁과 미국-필리핀 전쟁에서 활약을 하였다. 그는 미국-필리핀 전쟁의 작전으로 명예 훈장을 받았다.

## 어린 시절
펀스턴은 1881년 그의 가족이 캔자스주 앨런 군으로 이주하기 전에, 오하이오주 뉴칼라일에서 태어났다. 그의 아버지 에드워드 H. 펀스턴은 미국 하원의원이었다.
165cm의 작은 키에, 몸무게는 54kg이 나갔기 때문에, 펀스턴은 1884년 미국 육군사관학교 시험에 떨어졌다. 그후 캔자스 대학교에 입학하여 1885년부터 1888년까지 다녔지만, 졸업은 하지 않았다. 그곳에 있는 동안, 그는 파이 델타 쎄타 동아리에 가입하여 미래의 퓰리처 상 수상자인 윌리엄 앤런 화이트와 사귀었다. 그는 1890년 캔자스 시에서 기자가 되기 전까지 산타페 철도회사에서 철도원으로 일했다.

## 경력
기자로 1년을 일한 후에, 펀스턴은 주로 식물과 관련된 과학 탐사대로 직장을 옮겼다.